# Alfons Schilling
Pour les articles homonymes, voir Schilling.
Alfons Schilling est un artiste suisse né le 20 mai 1934 à Bâle et mort le 19 juin 2013  à Vienne (Autriche).

## Biographie
Influencé par l'action painting, c'est l'un des premiers artiste à expérimenter le spin art. Il est apparenté au mouvement de l'actionnisme viennois.